# チェルシア・チャン
チェルシア・チャン（陳秋霞、1957年11月12日 - ）は、香港出身の歌手、女優、作曲家。1970年代後半に香港・台湾・韓国で人気を博し、一時期は日本でも歌手活動を行った。韓国ではケニー・ビーとのデュエット『One Summer Night』や卒業ソング『Graduation Tears（卒業の涙）』が世代を超えて歌い継がれている。1981年にマレーシアの実業家ウィリアム・チェンと結婚し引退した。2006年に復帰。

## 経歴
1972年、英国王立音楽検定8級認定。
1975年、自作曲『Dark Side of Your Mind（ひとかけらの愛）』で、流行歌曲創作邀請賽の作曲部門・パフォーマンス部門を同時受賞。ヤマハ音楽振興会主催の第6回世界歌謡祭予選への出場権を得る。11月、日本武道館で行われた同大会に参加する（予選落ち）。アルバム『Dark Side Of Your Mind』発売。（『Dark Side of Your Mind』のみ日本で録音）
1976年、香港・韓国合作映画『秋霞（Chelsia My Love）』（監督は台湾出身の宋存寿）で女優デビュー。韓国内で挿入歌の『One Summer Night』『Graduation Tears』がヒットする。
1977年6月、渡辺プロダクションに所属し、チェルシア・チャン名義でシングル『インスピレーション』（有馬三恵子作詞・筒美京平作曲）を発売する。デビュー時のキャッチフレーズは「透きとおったさわやかさ」。 10月、シングル『ロングロンググッバイ』（松本隆作詞）発売。『秋霞』で台湾の映画祭金馬奨最優秀主演女優賞を歴代最年少の19歳で受賞する。
1978年2月、シングル『チャイニーズ・ドール』（松本隆作詞）、筒美京平プロデュースのアルバム『マインド・ウェーブ』発売。
1981年、作曲した『一點燭光』がマイケル・クワンの歌でヒット。華人実業家ウィリアム・チェンとの結婚を機に引退し、マレーシアに移住する。
1983年、作曲した1982年公開の映画『俏皮女學生』の主題歌『戚眼眉』（歌:露雲娜（ロウィナ・コルテス））が第2回香港電影金像奨最優秀主題歌賞を受賞する。
2005年10月、韓国放送公社の音楽番組「コンサート7080」にケニー・ビーと出演し歌唱披露する。12月、友人のジャッキー・チェン、ジャッキー・チュン、アラン・タム、アンディ・ラウが参加したチャリティー・ソング『家鄉的龍眼樹』を作詞・作曲する。
2006年、アルバム『放飛夢想（Fly Our Dreams）』を発売し正式に復帰する。
2016年、乳がん手術を受ける。闘病中も母校のメモリアルソングなど作曲活動を行った。